# Battello fluviale

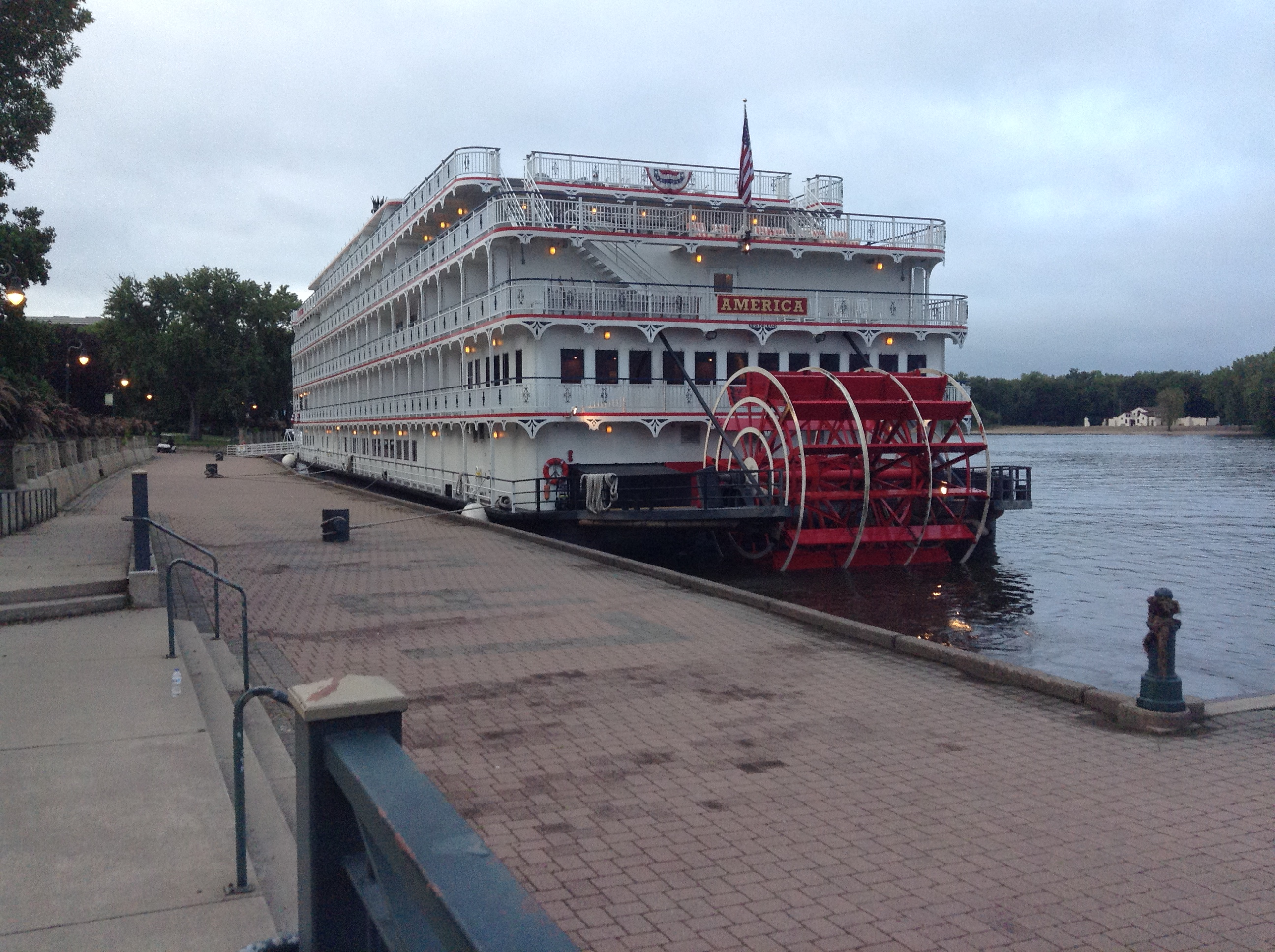
Il battello fluviale a ruota American Queen sul Mississippi

Un battello fluviale (in inglese: riverboat; in francese: bateau fluvial) è un natante di grandi dimensioni per il trasporto di persone lungo i fiumi, i laghi e i canali artificiali navigabili. Si afferma durante la rivoluzione industriale, quando lo sfruttamento della forza del vapore consente di superare i limiti atavici della navigazione fluviale, rappresentati soprattutto dalla difficoltà di risalire il fiume controcorrente. Celebri nell'immaginario collettivo sono i battelli a vapore che negli Stati Uniti dell'Ottocento solcano le acque del Mississippi, del Missouri e dell'Ohio.

## Etimologia
L'italiano battello deriva dal francese antico batel, a sua volta dall'anglosassone bāt («barca») con suffisso latino -ĕllu[m]. Il termine si riferisce di solito a piccole imbarcazioni, ma si estende ai grandi natanti (soprattutto fluviali) sempre per influsso del francese, che designa con il nome bateau tutte le imbarcazioni in genere.

## Storia
La navigazione fluviale, ad esempio nella pesca con zattere e cayucos, è nota all'uomo fin dalla preistoria. I Romani percorrono il Reno e costruiscono canali navigabili tra questo, la Mosa (Fossa Corbulonis) e il mare del Nord (Fossa Drusi), a scopo militare; introducono inoltre le viæ helciariæ (alzaie o strade d'alaggio) che costeggiano i fiumi consentendo il traino da riva delle imbarcazioni. La risalita dei fiumi tramite alaggio predomina fino a tutto il Settecento.

### Stati Uniti

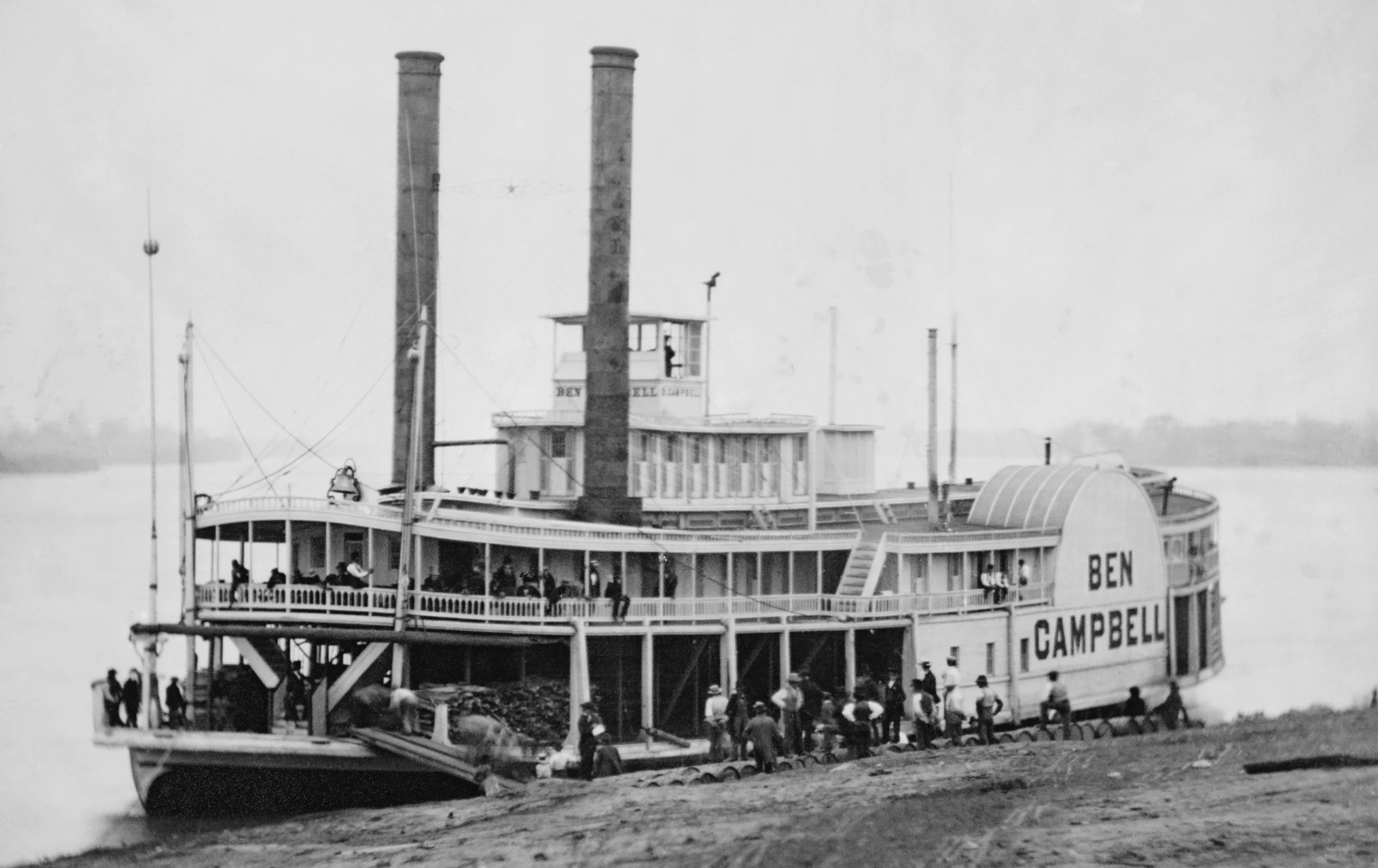
Battello-tipo del sistema del Mississippi: il Ben Campbell negli anni 1850

Perché la nave diventi mezzo di trasporto in grado di risalire i grandi fiumi vincendo anche le forti correnti occorre attendere la rivoluzione industriale e l'applicazione del motore a vapore alle imbarcazioni. I primi modelli costruiti da Fitch e Rumsey risalgono al tardo Settecento. È però Fulton nel 1807 a varare il primo vapore fluviale commerciale della storia. Il sistema Mississippi-Missouri-Illinois-Ohio diventa così la maggior via fluviale del mondo, con battelli dotati di ruote a pale e destinati al trasporto di passeggeri e merci.
A contribuire enormemente allo sviluppo del trasporto fluviale in battello è l'incremento della produzione cotoniera tra gli anni 1810 e 1830, che moltiplica il numero dei natanti in servizio (da 20 a 1 200 annui in soli vent'anni) e incide anche positivamente su produzione e consumo delle fonti d'energia, dalla legna al carbone, incentivando l'industria mineraria. Mentre l'approdo del battello si converte in un vero evento nei centri rivieraschi, si costruiscono natanti lussuosi, con a bordo saloni per i passeggeri e sale da gioco.
La navigazione sui grandi fiumi tuttavia è pericolosa, sia in condizioni di scarsa visibilità sia per via degli ostacoli come i tronchi galleggianti, i banchi di sabbia e di fango, le rocce emergenti, che possono provocare lo spiaggiamento o peggio l'affondamento della nave. Al contempo, la celerità dei viaggi significa vantaggio economico e prestigio del capitano. Così i battelli statunitensi, per tutto il secolo, si sfidano in velocità, specialmente in risalita. Le macchine vengono forzate oltre il limite della sopportazione, e nonostante le severe leggi federali, la negligenza di comandanti e armatori è causa di numerosi incidenti, con migliaia di vittime e centinaia di navi perdute.
Durante la guerra civile, i battelli sono riconvertiti a scopo militare per il trasporto delle truppe e come navi da guerra, sia unioniste sia confederate. Nel frattempo, lo sviluppo delle ferrovie toglie importanza al trasporto fluviale, che conoscerà una ripresa con l'avvento del più conveniente motore diesel ma resterà sempre lontano dai fasti ottocenteschi del battello a vapore e, in tempi più recenti, riuscirà a mantenersi in vita solo con sovvenzioni governative.

### Resto del mondo

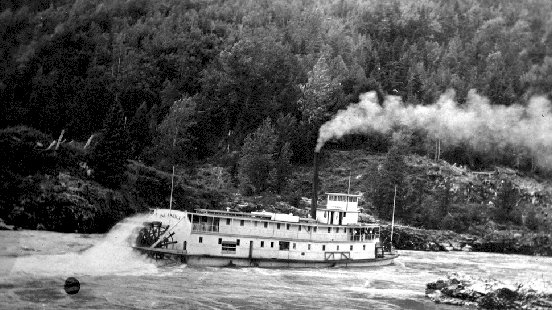
LInlander canadese a ruota sullo Skeena nel 1911

La tecnologia del vapore a inizio Ottocento si diffonde subito in tutto il mondo industrializzato. Battelli fluviali compaiono rapidamente sull'Elba, sulla Havel, sul Volga, sulla Saona, sul Rodano, sulla Mosella, e sorgono compagnie come l'austriaca Donaudampfschifffahrtsgesellschaft del 1829 (per la navigazione sul Danubio) o la prussiana Rheinische Dampfschifffahrtsgesellschaft del 1826 (sul Reno).
Gli inglesi, a partire dall'iniziativa della Compagnia delle Indie, fanno del battello un importante strumento di comunicazione nei loro vasti possedimenti, di controllo delle vie fluviali, d'esplorazione, di guerra nelle guerre dell'oppio; consolidano così l'impero coloniale, imitati da altre nazioni come la Francia e il Belgio. Si naviga sul Gange, sull'Eufrate, sul Tigri, sull'Irrawaddy, sul Niger, sullo Zambesi, sul Nilo, sul Congo.
Anche la Cina, dove operano gli americani con intenti indirettamente coloniali, e soprattutto il sud del paese, possiede importanti vie d'acqua idonee a superare rapidamente le grandi distanze dello sterminato territorio, la principale delle quali lungo il corso dello Yángzǐ Jiāng e dei suoi affluenti. La navigazione fluviale a vapore vi si diffonde attuata da imprese britanniche e statunitensi, al traino di Russell & Co. che vi impiantano la Shanghai Steam Navigation Co.
In Australia il vasto bacino del Murray, fiume dalle caratteristiche molto simili al Mississippi, serve da via di comunicazione in battello dalla metà dell'Ottocento. Echuca ospita un porto dagli anni 1870 e acquista fama di «capitale» nazionale dei battelli a ruota. Il paese ha avuto le sue compagnie di navigazione fluviale, come la River Murray Navigation Co. Storici natanti quali il Silver Star e l'odierna Kalgan Queen hanno solcato le acque del Kalgan.

## Funzioni
Tramontata l'era d'oro della navigazione fluviale, i moderni battelli conservano diverse funzioni. Esistono in Asia e in Europa battelli da crociera di varie dimensioni, mentre altri sono tuttora destinati al trasporto di passeggeri, ora tramite modelli ad alta velocità, ora in contesti urbani e a basso costo come nel caso dei taxi lancia e dei vaporetti nei canali veneziani. Resta attivo in tutto il mondo il trasporto di merci a mezzo di battello fluviale.

## Letteratura
Mark Twain, che fu pilota fluviale e il cui pseudonimo pare derivare dall'identico grido indicante la profondità di sicurezza del fiume, rievocò le proprie esperienze nell'autobiografia Vita sul Mississippi. Conrad a sua volta capitanò un vapore sul Congo e ripercorse il proprio viaggio nella narrazione del protagonista di Cuore di tenebra.
Nella letteratura tedesca romantica si ricorda la leggenda della Lorelei, codificata da Brentano e collegata poi, nei suoi Märchen von dem Rhein und dem Müller Radlauf come anche nella celebre ballata di Heine, all'affondamento di un natante fluviale nelle acque del Reno.
L'amore ai tempi del colera di Márquez narra vicende che si intrecciano per tutto il romanzo con la navigazione fluviale (il protagonista lavora in una compagnia e vi fa carriera) e si conclude in una perenne crociera a bordo di un battello.